# L'Enfant qui voulait être un ours
Pour plus de détails, voir Fiche technique et Distribution.
L'Enfant qui voulait être un ours (Drengen der ville gøre det umulige) est un film d'animation franco-danois réalisé par Jannik Hastrup, sorti en salles en 2001. Le film raconte l'histoire d'un enfant inuit enlevé et élevé par des ours, et qui entreprend de devenir réellement un ours car il n'a pas envie de retourner vivre parmi les humains. Le film utilise la technique du dessin animé sur cellulo avec des décors peints à la gouache. La musique a été composée par Bruno Coulais.

## Synopsis
Le film se déroule dans l'Arctique au début du XXIe siècle. Un couple d'ours se prépare à la venue au monde de leur ourson en bavardant avec un corbeau maladroit. Par malheur, ils sont pris en chasse par une meute de loups, auxquels ils échappent après une poursuite mouvementée ; mais quelque temps après, l'ourse donne naissance à un ourson mort-né. Au même moment, l'épouse d'un chasseur inuit accouche d'un fils en pleine santé qu'ils nomment « Petit Ours ». Pendant ce temps, l'ourse est inconsolable après la mort de son petit. L'ours tente de la consoler par tous les moyens, puis, désespéré, erre sur la glace et arrive aux abords de la maison du chasseur au moment où celui-ci est absent. Il s'approche de la maison, aperçoit le nouveau-né et profite d'un moment où la mère a le dos tourné pour entrer dans la maison et s'emparer du petit. Malgré les efforts de la femme, il parvient à s'enfuir. Dès son retour, le chasseur se lance à la poursuite de l'ours mais ne parvient pas à le rattraper.
L'ours dépose le bébé auprès de sa compagne qui ignore les pleurs de celui-ci. L'ours s'éloigne alors tout en observant la scène. L'ourse finit par adopter Petit Ours et l'élève seule car les ours vivent séparés en dehors des périodes de reproduction. Son compagnon étant parti après avoir vu qu'elle aie accepté Petit Ours. Avec l'aide du corbeau, l'ourse se procure un vêtement afin que l'enfant n'ait pas froid. Petit Ours est faible et maladroit en comparaison des oursons normaux, mais il survit et apprend à se comporter comme un ourson. Il apprend à pêcher, à nager, et à fuir les loups. Il rencontre une oursonne et se lie d'amitié avec elle, mais elle repart bientôt. Pendant ce temps, le chasseur continue à chercher son enfant disparu. L'épouse du chasseur est persuadée qu'il devrait aller voir l'esprit de la montagne, mais son mari refuse de l'écouter car il considère l'esprit comme une légende futile. Finalement, le chasseur retrouve la trace de l'ourse et de l'enfant, et tue l'ourse d'un coup de harpon. Petit Ours entend une dernière fois la voix de sa mère qui lui conseille d'aller voir l'esprit de la montagne.
Le chasseur ramène de force Petit Ours chez lui. Là, les époux inuits tentent d'éduquer Petit Ours, mais ce n'est pas facile car, même après qu'il a appris la langue inuit, il s'obstine à ne parler que le langage des ours, que les humains ne comprennent pas. La mère raconte à Petit Ours des histoires où apparaissent les esprits de la nature. Peu après, les parents se rendent à une réunion de famille en ville et emmènent Petit Ours avec eux. Le chasseur passe pour "l'original de la famille", car il chasse encore au harpon de la façon traditionnelle au lieu d'utiliser un fusil. Petit Ours n'est vraiment pas à l'aise parmi les hommes et ne s'intègre pas parmi les enfants de son âge. À un moment où il s'est retiré à l'écart sur la banquise pour pêcher, le morceau de banquise sur lequel il se trouve se détache et il repart dans la nature sauvage. Il retrouve son ami le corbeau, qui le guide jusqu'à la caverne où réside l'esprit de la montagne, qui est protéiforme. Petit Ours demande à l'esprit de l'aider à devenir réellement un ours, et l'esprit lui explique que, pour cela, il devra réussir les trois épreuves de l'ours : traverser à la nage le bras de mer qui sépare les deux pics les plus élevés, puis affronter le terrible vent du nord, et enfin survivre à la solitude sur la banquise. Petit Ours entreprend courageusement les trois épreuves. Dès qu'il sort de la caverne de l'esprit, il est confronté à la première épreuve et fait face à l'esprit de la mer qui déchaîne les eaux. Cependant, Petit Ours, grâce à l'aide d'une baleine, fils de l'esprit contre la méchanceté de sa mère, qui utilise un loi lui permettant d'aider Petit Ours, réussit la première épreuve. Dès sa sortie de l'eau, Petit Ours est confronté à une tempête provoqué par un autres esprit mais, grâce à l'aide d'un troupeau boeufs musqués prenant parti du jeune garçon et utilisant aussi une autre loi leur permettant de l'aider, il réussit la deuxième épreuve. Il doit alors affronter la solitude, les apparitions issues de ses souvenirs, et surmonter sa peur des loups. Il se métamorphose alors : le voici enfin devenu un ours. Petit Ours vit alors une vie d'ours et il retrouve par hasard son amie oursonne, elle aussi devenue adolescente, et tous deux forment un couple.
Mais le chasseur est de nouveau parti à la recherche de son fils. Il finit par retrouver sans le savoir Petit Ours en compagnie de son ourse, qui s'enfuit effrayée à la vue de l'homme armé d'un harpon. En prenant la défense de son ourse, Petit Ours s'empale accidentellement sur le harpon de son père humain. Blessé, il redevient humain. Le chasseur le ramène de nouveau à la maison et le soigne, mais doit le tenir prisonnier pour l'empêcher de s'échapper de nouveau. Celui étant encore plus sauvage que la première fois. Petit Ours est désespéré : il ne peut pas se faire à la vie d'humain, mais n'est plus un ours. Finalement, ses parents se rendent compte qu'ils ne pourront jamais le forcer à vivre comme un humain, et ils entendent les plaintes de l'ourse qui se lamente de la perte de son compagnon. Les deux Inuits libèrent alors leur fils, qui, dès qu'il se sait libre de vivre en ours et poussé par son ami le corbeau, se métamorphose à nouveau en ours et va vivre heureux avec sa compagne.

## Fiche technique
- Titre : L'Enfant qui voulait être un ours
- Titre original : Drengen der ville gøre det umulige (Danemark)
- Titre danois alternatif : Drengen der Ville Vaere Bjorn
- Réalisateur : Jannik Hastrup
- Scénario : Bent Haller (scénario original), Michel Fessler (adaptation et dialogues)
- Direction artistique : Bigita Faber
- Musique : Bruno Coulais
- Production :  Marie Bro, Didier Brunner. Associé producteur : Lars Tømmerbakke.
- Sociétés de production : Dansk Tegnefilm 2, Les Armateurs. Coproduction : France 3 Cinéma, Carrère Groupe, AnimagicNet A/S. En association avec : Canal+, TV2 Danmark.
- Studio d'animation : 2d3D Animations
- Sociétés de distribution : Gebeka Films, Angel Films
- Langue : danois, suédois
- Format : 1,66:1, couleur
- Son : Dolby Digital
- Durée : 75 minutes
- Dates de sortie :
  - France : 18 décembre 2002
  - Danemark : 7 février 2003

## Distribution
| - Marlon Vilstrup : Petit Ours jeune - Joachim Boje Helvang : Petit Ours adulte - Otto Brandenburg : le père ours - Paprika Steen : la mère ourse - Carla Docherty : l'amie ourse jeune - Anne Clausen : l'amie ourse adulte - Tommy Kenter : le corbeau - Thomas Bo Larsen : l'homme - Sidse Babett Knudsen : la femme - Claus Ryskjær : le chien / le loup - Jesper Klein : la baleine / le morse - Lisbet Dahl : le vent du Nord - Ellen Hillingsø : la tante ourse / la mer - Anne-Lise Gabold : l'esprit de la montagne - William Tarding : un enfant - Asta Lund Havmøller : une enfant - Nicoline Jønborg : une enfant - Christopher Torreck : un enfant - Bent E. Rasmussen : un homme en ville | - Kevin Sommier, Gwenaël Sommier, Paolo Domingo : Petit Ours - Benoît Allemane : papa ours - Ariane Deviègue : maman ours - Bernard Alane : le corbeau - Patrick Poivey : le père inuit - Annie Milon : la mère inuit - Camille Donda : l'oursonne (jeune) - Chantal Macé : l'oursonne (adolescente) - Laurence Dourlens : la mère de l'oursonne - Frédéric Popovic : le phoque / l'homme au scooter / un homme / l'homme bleu - Thierry Murzeau : un morse / un buffle / un homme / une baleine - Danièle Hazan : un morse femelle / la mer / ambiances - Saïd Amadis : l'esprit de la montagne / un buffle - Catherine Desplaces : un phoque / la femme rose / ambiances - Jean-Bernard Guillard : un loup noir / un chien / le vent du Nord |

## Production
La création visuelle du film et son animation sont réalisées au Danemark, tandis que la post-production image, les effets spéciaux et la musique sont conçus en France.

## Accueil critique
À sa sortie en France, le film reçoit un très bon accueil de la part des critiques. Le site Allociné attribue au film une note moyenne de 4 sur 5 fondée sur dix critiques parues dans la presse. Dans Télérama, Marine Landrot signe une critique très favorable, où elle apprécie la « grande finesse psychologique » du dessin animé, ainsi que « la rondeur et la pureté du graphisme » ; ce « Kirikou des glaces », porté par « un héros vif et intrépide comme son cousin Mowgli » et dont le thème principal est la question de l'identité, lui paraît accessible aux petits dès 4-5 ans. Dans TéléCinéObs, Frédéric Faure voit dans le film un « conte polaire plein de poésie. » Dans L'Humanité, Vincent Ostria estime qu'il s'agit d'un « joli film au graphisme soigné qui évoque en filigrane le chamanisme. » Dans Première, Nicolas Schaller loue le « graphisme original » et la « world music entêtante » du film, où il voit « l'exemple même de film pour les juniors intelligent. » Sur Mcinema.com, Philippe Descottes porte également un jugement positif sur le film, mais reproche à la musique de Bruno Coulais de s'avérer « pesante. »

## Box office
Le film sort en France le 18 décembre 2002, la même semaine qu'une grosse production, Le Seigneur des anneaux : Les Deux Tours. À Paris, L'Enfant qui voulait être un ours, projeté dans dix salles, cumule 262 entrées le premier jour, se plaçant ainsi en sixième position au box office des premières séances parisiennes du jour.

## Bande originale
La musique du film a été composée par Bruno Coulais, dont c'est la première participation à un film d'animation. Plusieurs morceaux contiennent des parties chantées consistant en des sons articulés qui font penser à la langue inuit, mais qui n'ont pas réellement de sens ; cependant, Bruno Coulais a aussi réalisé des versions françaises de ces morceaux, avec des paroles cohérentes.
La bande originale du film a été éditée chez Virgin Records en 2002.

## Distinctions
En 2003, le film remporte le Prix du long métrage animé du jury adulte et le Prix du long métrage animé du jury des enfants lors du Festival international du film pour enfants de Chicago aux États-Unis. Lors du Festival de la Berlinale 2003 en Allemagne, L'Enfant qui voulait être un ours remporte une Mention spéciale pendant le Kinderfilmfest consacré aux films pour la jeunesse. La même année, le film remporte le Prix du public aux Rencontres internationales du cinéma d'animation de Wissembourg en France.
L'Enfant qui voulait être un ours fait partie des cinq films en compétition pour le Cristal du long métrage au Festival international du film d'animation d'Annecy en 2003, mais le prix est finalement remporté par McDull dans les nuages.

## Édition en vidéo
Le film est édité en DVD en août 2003 par France Télévisions Distribution. Le DVD contient plusieurs compléments : la bande annonce du film, une interview de Jean-Louis Étienne, une interview du coscénariste Michel Fessler et une interview du compositeur Bruno Coulais.